# Dream Morning Musume
Dream Morning Musume。 (ドリーム モーニング娘。), alias Dorimusu (ドリムス。), est un groupe de J-pop créé en 2011, composé de dix chanteuses, toutes anciennes membres du populaire groupe Morning Musume toujours actif en parallèle.

## Histoire
Fin 2010 est annoncée une future tournée des membres du M-line club, intitulée Dream Morning Musume Concert Tour 2011 Haru no Mai ~Sotsugyōsei DE Saikessei~, avec seize concerts prévus en avril et mai 2011. Un mois plus tard, fin janvier 2011, à l'occasion du 13e anniversaire de la sortie du premier single "major" de leur ancien groupe Morning Musume, est annoncée de manière officielle la formation du groupe Dream Morning Musume, dont seules ne font pas partie Asami Konno, qui quittera la compagnie Up-Front et le M-line club fin mars pour entamer une carrière de présentatrice pour TV Tokyo, et Nozomi Tsuji, qui a accouché un mois auparavant et a finalement décidé de se consacrer à sa famille malgré l'annonce initiale de sa participation. 
Le site officiel du groupe est créé, et un double album de reprises de chansons de Morning Musume par cette formation inédite est annoncé pour avril suivant, ainsi qu'une deuxième tournée d'une quarantaine de concerts en fin d'année.
L'album Dreams 1 sort comme prévu en avril, contenant deux chansons inédites et un disque supplémentaire, qui est en fait une compilation de titres originaux de Morning Musume. Mari Yaguchi se marie en mai, mais poursuit sa participation au groupe ; c'est la troisième membre à être mariée, après Kaori Iida depuis 2007 et Miki Fujimoto depuis 2009.
En juillet suivant, deux autres membres, Rika Ishikawa et Hitomi Yoshizawa, présentes à la Japan Expo 2011 de Paris dans le cadre de leur duo Hangry & Angry (-f), y donnent aussi une conférence de presse parallèle en tant que représentantes de Dream Morning Musume, affirmant vouloir revenir en France en 2012 avec les autres membres du groupe. Le 12 septembre suivant, Miki Fujimoto annonce sa grossesse, et donc son retrait de la prochaine tournée du groupe.
L'album et la tournée du groupe ayant bien été accueillis, un nouveau single inédit est annoncé pour le 15 février 2012, intitulé Shining Butterfly, ainsi qu'un concert au Nippon Budokan le 10 mars suivant, intitulé : Dream Morning Musume Special Live 2012 Nippon Budokan ~Chapter 1 Close : Yūshatachi, Shūgōseyo~, au terme duquel le groupe sera mis en pause pour une durée indéfinie. Pour ce dernier concert, sans Fujimoto donc, les douze membres actuelles de Morning Musume sont invitées à chanter sur quelques titres, ainsi que les anciennes membres Nozomi Tsuji, Aya Ishiguro (retirée de la scène depuis 12 ans), et Maki Gotō (récemment retirée après un passage sur un autre label) ; à cette occasion sont reformés ponctuellement les anciens sous-groupes Tanpopo et Petit Moni, avec les membres concernées.

## Membres
- Yūko Nakazawa (51 ans, membre de Morning Musume de 1997 à 2001, avant l'arrivée de Ogawa, Fujimoto et Kusumi)
- Kaori Iida (43 ans, membre de Morning Musume de 1997 à 2005, avant l'arrivée de Kusumi)
- Natsumi Abe (43 ans, membre de Morning Musume de 1997 à 2004, avant l'arrivée de Kusumi)
- Kei Yasuda (44 ans, membre de Morning Musume de 1998 à 2003, avant l'arrivée de Fujimoto et Kusumi)
- Mari Yaguchi (42 ans, membre de Morning Musume de 1998 à 2005, avant l'arrivée de Kusumi)
- Rika Ishikawa (40 ans, membre de Morning Musume de 2000 à 2005, avant l'arrivée de Kusumi)
- Hitomi Yoshizawa (39 ans, membre de Morning Musume de 2000 à 2007, la seule à y avoir fait équipe avec toutes les autres)
- Makoto Ogawa (37 ans, membre de Morning Musume de 2001 à 2006, après le départ de Nakazawa)
- Miki Fujimoto (40 ans, membre de Morning Musume de 2003 à 2007, après les départs de Nakazawa et Yasuda)
- Koharu Kusumi (32 ans, membre de Morning Musume de 2005 à 2009, après les départs de Nakazawa, Yasuda, Abe, Iida, Yaguchi et Ishikawa)

## Discographie
Album
- 20 avril 2011 : Dreams 1 (ドリムス。①?)

Single
- 15 février 2012 : Shining Butterfly (シャイニングバタフライ?)

DVD
- 14 septembre 2011 : Dream Morning Musume Concert Tour 2011 Haru no Mai ~Sotsugyōsei DE Saikessei~ (ドリーム モーニング娘。コンサートツアー2011春の舞 ~卒業生DE再結成~?)
- 10 mars 2012 : Dream Morning Musume Special Live 2012 Nippon Budokan ~Chapter 1 Close : Yūshatachi, Shūgōseyo~ (ドリーム モーニング娘。スペシャルLIVE 2012 日本武道館 ～第一章 終幕「勇者タチ、集合セョ」～?)